# ミフクラギ
ミフクラギ（目脹ら木、Cerbera manghas）は、熱帯から亜熱帯に生育するキョウチクトウ科ミフクラギ属の常緑亜高木。別名オキナワキョウチクトウ（沖縄夾竹桃）。乳液は有毒である。

## 形態
主に海岸沿いの森林内に生育する亜高木。樹高は20m程度となるが、日本では5-9m程度である。幹は灰白色で直立するが、枝先が緑色で柔らかく、本州の一般的な樹木のイメージからすると若干奇異な印象を与えることがある。
葉は枝先に多く集まり、輪生状の互生。葉には短い葉柄があり、葉身は長楕円形または倒披針形で10-20cm程度、鋸歯はなく、厚みがあり光沢がある。多数の側脈が透けて見える。
花期は晩春から秋で、集散花序を頂生する。花は4-5cm程度であり、緑白色で5弁。花の形はキョウチクトウに似る。
果実（核果）は直径5-8cm程度のやや潰れた球形。未熟果は緑色、熟すと赤くなる。一見ではマンゴーのようにも見え、これが枝先からぶら下がる姿は独特である。果実の外側は多肉質だが、内側は繊維質で、海流分散を行う。

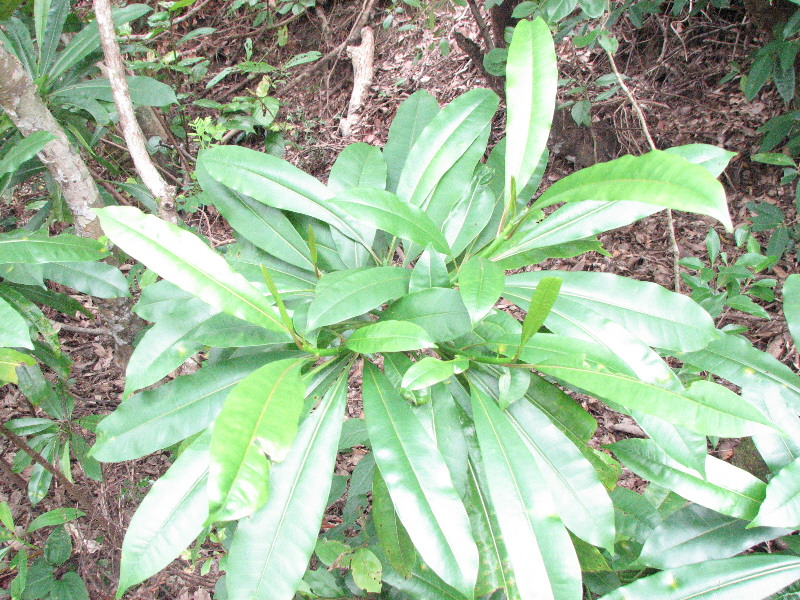
ミフクラギの葉
ミフクラギの花
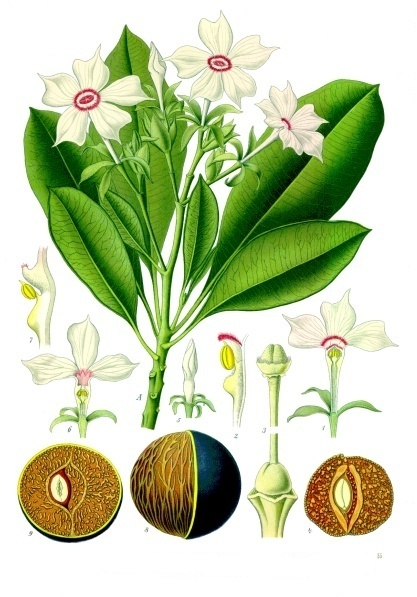
『ケーラーの薬用植物』から

## 分布
熱帯から亜熱帯のアジアに分布し、日本国外では中国南部、台湾、インド、マレーシアに、日本では奄美大島以南の琉球諸島に分布する。日本（奄美大島）が北限である。海岸林を好む。

## 毒性
全体にわたり有毒。毒成分はケルベリン（Cerberin）をはじめとしたアルカロイドの配糖体。未熟果等の傷などに触れた手で目をこすると腫れることから沖縄方言では「目脹ラ木」（ミフクラギ）と言われ、これが和名として用いられている。かつて沖縄県では、本種の魚毒性を利用して漁業に用いたが、日本では水産資源保護法で「水産動植物をまひさせ、又は死なせる有毒物を使用して、水産動植物を採捕してはならない」と毒流し漁は明示的に禁止されている。
ヤシガニが果実で毒化し、このヤドカリを食べた人はジゴキシン様中毒で高カリウム血症を起こし死亡する場合がある。
インド等に多い近縁種で、同じ成分を有するオオミフクラギ（C. odollam）は毒殺や自殺に用いられることから自殺の木（suicide tree）の英名がある。

## 利用
本種は強力な毒性を有するため、それを利用することが多い。
- かつて果実の強力な毒性を魚毒として用い、毒流し漁に用いられた。
- 殺鼠剤
- 民間薬として、本種の抽出物を催吐剤、下剤として用いる。
- 油脂がとれ、燃料や殺虫剤として用いる[6]。

現在、沖縄県では同科のキョウチクトウとともに公園等の庭木や街路樹として使われている。

## 類似種
- マリアナミフクラギ（Cerbera odollam）

インド洋沿岸諸国の海岸に多く、花は黄色。英語名suicide tree。

## 保護上の位置付け
- 天然記念物
  - 沖縄県名護市 - 名護市東江には樹齢200年になるミフクラギがあり、「東江のミフクラギ」として1973年（昭和48年）に名護市指定天然記念物に指定された。
- レッドデータブック
  - 鹿児島県 - 分布特性上重要な種（分布の北限）